# Speothalpius
Speothalpius is een geslacht van kevers uit de familie van de loopkevers (Carabidae). De wetenschappelijke naam van het geslacht is voor het eerst geldig gepubliceerd in 1995 door Moore.

## Soorten
Het geslacht Speothalpius is monotypisch en omvat slechts de volgende soort:
- Speothalpius grayi Moore, 1995